# Harmunita
La harmunita és un mineral de la classe dels òxids que pertany al grup de la marokita. Rep el nom de Jebel Harmun, a Palestina, la seva localitat tipus.

## Característiques
La harmunita és un òxid de fórmula química CaFe₂O₄. Es tracta d'una espècie aprovada per l'Associació Mineralògica Internacional, i publicada per primera vegada el 2014. Cristal·litza en el sistema ortoròmbic. La seva duresa segona la duresa de Vickers és vhn50=655 kg/mm².
L'exemplar que va servir per a determinar l'espècie, el que es coneix com a material tipus, es troba conservat a la Universitat de Sant Petersburg (Rússia), amb el número de catàleg: 1/19518.

## Formació i jaciments
Va ser descoberta a la localitat de Jebel Harmun, a la Governació de Jerusalem (Cisjordània, Palestina), on es troba associada a altres minerals com ye'elimita, ternesita, srebrodolskita, magnesioferrita, larnita, gehlenita, fluormayenita, fluorel·lestadita o calciolangbeinita. També ha estat descrita a la propera formació de Hatrurim, així com a Israel, Alemanya, Polònia i Rússia.